# Bunuri mobile din domeniul arheologie clasate în patrimoniul cultural național al României aflate în județul Brașov
Acestă listă conține bunurile mobile din domeniul arheologie clasate în Patrimoniul cultural național al României aflate la momentul clasării în județul Brașov.

## Tezaur
| Foto | Informații generale                 | Detalii tehnice | Descriere | Deținător                          | Legături |
| ---- | ----------------------------------- | --- | --- | ---------------------------------- | -------- |
|      | Vas bitronconic                     | Datare: sec. V-IV î. Hr. Școală: local Descoperit: jud. Brașov, Țara Bârsei Material: Lut ars; modelare manuală. | Ceramică, modelată manual din pastă fină. Este acoperită cu slip puternic lustruit, negru la interior și brun-închis la exterior. Profil bitronconic, gura este ușor evazată, gâtul scurt este ușor oblic iar pe diametrul maxim, amplasat la 1/3 din înălțime, prezintă 4 butoni mici, conici, aplatizați; fund plat. În jumătatea superioară există 2 aplicații în formă de "virgulă" (cornul abundenței) amplasate simetric. Pe exterior prezintă benzi albe, verticale, ce pornesc de la buză și se continuă până la bază. | Muzeul Județean de Istorie, Brașov | Cimec    |
|      | Idol                                | Datare: Sec. II - I a. Hr. Școală: local Descoperit: jud. Brașov, com. Augustin, Augustin, Tipia Ormenisului Material: Lut ars, modelat manual.                                                                                                | Pastă grosieră; culoare gălbui-cărămizie. Figură masculină stilizată de formă cilindrică, având spatele aplatizat. Picioarele sunt marcate prin două conuri (piciorul stâng rupt din vechime). Sexul este marcat printr-o proeminență conică. Nasul, ochii și gura sunt marcate prin alveole. | Muzeul Județean de Istorie, Brașov | Cimec    |
|      | Figurină                            | Datare: sec. II - I a. Hr. Școală: local Descoperit: jud. Brașov, com. Augustin, Augustin, Tipia Ormenisului Material: Lut ars; modelare manuală.                                                                                              | Pastă grosieră, culore gălbui-roșcată. Este reprezentată o figură masculină stilizată. Forma cvasiconică, picioarele marcate prin 2 conuri. Sexul este bine evidențiat. Ochii și gura sunt marcate prin adâncire în pasta moale. | Muzeul Județean de Istorie, Brașov | Cimec    |
|      | Idol zoomorf                        | Datare: sec. X - IX a. Hr. Școală: local Descoperit: jud. Brașov, com. Ormeniș, Ormeniș, Tipia Ormenisului Material: Lut ars; modelare manuală.                                                                                                | Lut ars, modelat cu mâna din pastă grosieră; culoarea roșietică. Reprezintă un picior (mai precis laba cu cinci degete) de animal (posibil urs). Formă aplatizată. | Muzeul Județean de Istorie, Brașov | Cimec    |
|      | Vas                                 | Datare: sec. IV -II a. Hr. Școală: local Descoperit: jud. Brașov, Râșnov, Grădina Cetății Dimensiuni: L aripi: 47 mm Material: Lut ars; modelare manuală.Piesa era atașată pe un vas modelat la roată.                                         | Ceramică, lucrată cu mâna din pastă semifină. Culoare cenușiu-neagră. Este de fapt un decor al unui vas lucrat la roata olarului, lustruit și reprezintă o pasăre (vultur?) cu aripi semideschise. Capul și picioarele păsării sunt rupte din vechime. Decorul prezintă incizii în mai multe direcții ce sugerează momentul zborului. | Muzeul Județean de Istorie, Brașov | Cimec    |
|      | Cană cu două toarte                 | Datare: Începutul secolului al II-lea d. Chr. Școală: local Descoperit: jud. Brașov, com. Racoș, Racoșul de Jos, Piatra Detunată Material: lut ars; lucrată la roata olarului; pastă cu nisip, mică și pietricele                              | Vas confecționat la roată; imitație după "kantharosul celtic". Decor lustruit; culoare roșie ca urmare a arderii secundare. | Muzeul Județean de Istorie, Brașov | Cimec    |
|      | Fructieră                           | Școală: local Descoperit: jud. Brașov, com. Racoș, Racoșul de Jos, Piatra Detunată Material: Lut ars; modelare la roata olarului | Pastă foarte fină, culoare roșie ca urmare a arderii secundare. Profilul cupei ușor arcuit, buza orizontală, ușor curbată înspre baza la margini; picior cilindric, gol pe interior cu inel de sprijin profilat, cu o nervură circulară la partea inferioară. Piesă întreagă. | Muzeul Județean de Istorie, Brașov | Cimec    |
|      | Vas-clopot                          | Datare: Sec. V - IV î. Hr. Școală: local Descoperit: jud. Brașov, com. Augustin, Augustin, Tipia Ormenisului Dimensiuni: grosime buză: 10 mm Material: Lut ars, modelat manual                                                                 | Pastă grosieră, culoare negru-castanie ca urmare a arderii secundare, deformat din aceeași cauză după cum rezultă din dimensiuni. Profil tronconic, pereți groși, bază la fel. Prezintă 4 butoni, amplasați simetric, la 2/3 din înălțimea vasului, alungiți orizontal și cu o alveolă pe fiecare. | Muzeul Județean de Istorie, Brașov | Cimec    |
|      | Cană cu toartă, în formă de rinichi | Datare: sec. VIII-VII a. Chr. Școală: necunoscut Descoperit: jud. Brașov, Brașov, Valea Cetății Dimensiuni: lățime toartă: 26 mm Material: Lut ars; modelare manuală.                                                                          | Ceramică, modelată manual din pastă semifină. Culoare neagră. Profil semisferic, gura lobată. Prezintă o toartă în bandă, ce pornește din apropierea bazei și are partea superioară la 14 mm. | Muzeul Județean de Istorie, Brașov | Cimec    |
|      | Ceșcuță                             | Datare: Începutul secolului al II-lea d.Chr. Școală: local Descoperit: jud. Brașov, com. Racoș, Racoșul de Jos, Piatra Detunată Material: lut; ardere                                                                                          | Lut ars, confecționată manual, pastă semifină; roșie ca urmare a arderii secundare. Corp tronconic; decor multiplu. | Muzeul Județean de Istorie, Brașov | Cimec    |
|      | Castron                             | Datare: Sec. I î. Hr. - I p. Hr. Școală: Necunoscut Descoperit: jud. Brașov, com. Augustin, Tipia Ormenisului Material: lut ars; modelare la roata olarului; decor realizat prin ștampilare.                                                   | Pastă semifină, culoare roșcată ca urmare arderii secundare. Imitație locală a unei forme tipice greco-romane dar prin filiera celtică. Profil arcuit, inel de sprijin, gura evazată, buza rotunjită, partea superioară a corpului (gâtul) este verticală, pe ea fiind amplasat decorul. Acesta constă din 36 ștampile de forma unor spirale cu diametrul la exterior de cca. 15 mm fiecare. | Muzeul Județean de Istorie, Brașov | Cimec    |
|      | Cană                                | Datare: Sec. I î. Hr- I d. Hr Școală: Necunoscut Descoperit: jud. Brașov, com. Augustin, Augustin, Tipia Ormenisului Material: lut ars; ardere; modelare manuală                                                                               | Pastă fină, inițial cenușie; roșie în urma arderii secundare. Prezintă un guler pentru fixarea capacului; gura este retezată drept. Are o singură toartă, realizată prin lipirea a trei tije cilindrice. Angobă lustruită. | Muzeul Județean de Istorie, Brașov | Cimec    |
|      | Sceptru                             | Descoperit: jud. Brașov, com. Racoș, Racoș, Piatra Detunată Material: os, tăiere, perforare, șlefuire | Os de bovină, tăiat, perforat și șlefuit. Culoare gălbuie. Reprezintă o figură umană stilizată. Are două perforații: una transversală (cilindrică) și alta verticală, folosite pentru fixare. | Muzeul Județean de Istorie, Brașov | Cimec    |
|      | Tipar                               | Datare: XI - IX a.Hr. Școală: Necunoscut Descoperit: jud. Brașov, com. Racoș, Racoș, Piatra Detunată Dimensiuni: I relief = 107 m.; deschidere coroană = 38 mm Material: tuf vulcanic moale, alb gălbui, realizată prin cioplire și șlefuire.  | Piatra este atent șlefuită pe cinci laturi (față, laterale și baze), mai puțin spatele care este exfoliat și nu se pot face afirmații în legătură cu el; pe muchia stângă există două șănțuiri; fața este ușor concavă, motivul adâncit în rocă. Decor: negativul desenului înfățișează un copac, brad, având crengile îndreptate în sus; tulpina este ușor înclinată spre dreapta, îngroșată spre bază, vârful fiind înclinat spre stânga. Adâncimea excizării în zona crengilor este de 1,4 - 4 mm, iar înspre tulpină ajunge la 8 mm. Brăduțul avea un nr. inegal de ramuri: 7 pe dreapta și 6 pe cealaltă, fapt ce poate avea semnificație rituală.        | Muzeul Județean de Istorie, Brașov | Cimec    |
|      | Amforetă                            | Datare: Sec. V - IV î. Hr. Descoperit: jud. Brașov, com. Augustin, Augustin, Tipia Ormenisului Material: Lut ars, modelată manual, angobă lustruită.                                                                                           | Pastă semifină, culoare neagră dată de angoba lustruită ce s-a păstrat pe toată suprafața vasului. Profil bitronconic, cele 2 părți fiind inegale (partea inf.= 78 mm, partea sup.=16 mm), sunt continuate printr-un gât cilindric, înalt de 60 mm. Gura verticală, buza rotunjită, fundul prezintă un început de profilare. Prezintă două tortițe cilindrice, ușor supraînălțe, ce pormesc de la nivelul buzei și coboară până la 45 mm, sub nivelul acesteia. | Muzeul Județean de Istorie, Brașov | Cimec    |
|      | Marcă de olar                       | Datare: Sec. I î. Hr -I d. Hr. Școală: Necunoscut Descoperit: jud. Brașov, com. Racoș, Racoș, Piatra Detunată Dimensiuni: l marcă = 20 mm; L marcă = 24 mm Material: lut ars; ardere; modelare manuală                                         | Este un fragment ceramic din peretele unui vas de dimensiuni relativ mari. Pasta este cu nisip și pietricele; culori: neagră la interior și roșie la interior. Este reprezentată o marcă a unui meșter olar realizată printr-un număr de câte patru incizii (realizate în pasta moale înainte de ardere) amplasate simetric față de un ax transversal; tot acest decor a fost încadrat în cartuș poligonal. | Muzeul Județean de Istorie, Brașov | Cimec    |
|      | Coif roman                          | Datare: Sec. I d. Hr. Școală: Roman, necunoscut Descoperit: jud. Brașov, com. Racoș, Racoș, Piatra Detunată Material: alamă, turnare, cizelare, compoziție:Cu = 88,81%; Zn = 10,75%; Fe = 0,24% Sn = 0,19%, urme de Arseniu, de Pb și de Ag. . | Apărătoare de ceafă ce provine de la un coif roman. S-a păstrat doar începutul calotei, zonă unde pot fi identificate și urme de tăiere din piesă. Forma apărătorii este semilunară. Este păstrată inscripția cu numele purtătorului. | Muzeul Județean de Istorie, Brașov | Cimec    |
|      | Brățară                             | Datare: Sec. II î. Hr. - I d. Hr. Școală: necunoscut, getic Descoperit: jud. Brașov, Râșnov, Dealul Cetății, "Grădină" Dimensiuni: D spiră: 3-4mm Material: Bronz, turnare, cizelare                                                           | Piesă turnată, incizată; protome de șarpe. Secțiunea barei metalice din care a fost obținută brațara este în forma literei "D". Patină nobilă. | Muzeul Județean de Istorie, Brașov | Cimec    |
|      | Balama                              | Datare: Sec. I î. Hr. - I d. HR. Descoperit: jud. Brașov, com. Augustin, Tipia Ormenisului Material: fier, forjare, martelare | Placă dreptunghiulară, curbată la mijloc; în zona curburii, pentru a mări rezistența piesei, există 3 profilaturi: una mediană, mai pronunțată, și două laterale. Este prevăzută cu câte 4 orificii pentru cuie. Acestea din urmă aveau floarea lățită pentru asigura fixarea. Puțin deformată ca urmare arderii secundare. | Muzeul Județean de Istorie, Brașov | Cimec    |
|      | Balama                              | Datare: Sec. I î. Hr. - I p. Hr. Descoperit: jud. Brașov, com. Augustin, Augustin Material: fier forjat și martelat | Placă dreptunghiulară, semicirculară la mijloc; pentru a mări rezistența piesei, există 3 profilaturi: una mediană, mai pronunțată, și două laterale. Este prevăzută, la capete, cu 4 câte orificii (diametru = aprox 5mm) pentru cuie. Acestea din urmă aveau floarea lățită pentru a asigura fixarea. Este îndoită ca urmare arderii secundare (înălțimea inițială putea fi de cca. 332-32 mm). | Muzeul Județean de Istorie, Brașov | Cimec    |
|      | Balama                              | Datare: Sec. I î. Hr. - I p. Hr. Descoperit: jud. Brașov, com. Augustin, Augustin, Tipia Ormenisului Material: Fier forjat și martelat | Placă dreptunghiulară, curbată la mijloc; în zona curburii, pentru a mări rezistența piesei, există 3 profilaturi: una mediană, mai pronunțată, și două laterale. Este prevăzută, la capete, cu 4 câte orificii pentru cuie. Acestea din urmă aveau floarea lățită pentru a asigura fixarea. Este îndoită ca urmare arderii secundare. Au fost recuperate 5 cuie. | Muzeul Județean de Istorie, Brașov | Cimec    |
|      | Balama                              | Datare: Sec. I î. Hr. - I d. Hr. Descoperit: jud. Brașov, com. Augustin, Tipia Ormenisului Material: fier; batere la cald; forjare | Placă dreptunghiulară, curbată la mijloc; în zona curburii, pentru a mări rezistența piesei, există 3 profilaturi: una mediană, mai pronunțată, și două laterale. Este prevăzută, la capete, cu câte 4 orificii pentru cuie. Acestea din urmă aveau floarea lățită pentru a asigura fixarea. Îndoită ca urmare arderii secundare. | Muzeul Județean de Istorie, Brașov | Cimec    |
|      | Balama                              | Datare: Sec. I î. Hr. - I d. Hr. Descoperit: jud. Brașov, com. Augustin, Augustin, Tipia Ormenisului Material: fier; batere la cald; forjare                                                                                                   | Balama din placă dreptunghiulară, curbată la mijloc; în zona curburii, pentru a mări rezistența piesei, există 3 profilaturi: una mediană, mai pronunțată, și două laterale. Este prevăzută, la fiecare capăt, cu câte 4 orificii pentru cuie. Acestea din urmă aveau floarea lățită pentru a asigura fixarea. Puțin deformată ca urmare arderii secundare. | Muzeul Județean de Istorie, Brașov | Cimec    |
|      | Fibulă                              | Datare: sec. IV - III î. Hr. Școală: necunoscut, celtic Descoperit: jud. Brașov, com. Augustin, Augustin, Tipia Ormenisului Dimensiuni: Darc: 17mm Material: bronz; turnat și filat.                                                           | Fibulă din categoria celor mici; este lucrată dintr-un fir, arcul în forma literei "D", resort din 8 spire; coarda în față; incizii spiralice pe toată lungimea firului; piciorul cu disc sau umflătură rupte din vechime. | Muzeul Județean de Istorie, Brașov | Cimec    |
|      | Plintă                              | Datare: Sec. I î. Hr. - I p. Hr. Școală: necunoscut, local Descoperit: jud. Brașov, com. Augustin, Augustin, Tipia Ormenisului Dimensiuni: D superior: 54mm Material: tuf vulcanic, cioplit, șlefuit                                           | Are formă tronconică, cu baza mare spre sol, pentru a asigura stabilitatea. Are o diferență de înălțime de 100 mm. Realizată din tuf vulcanic ce se găsește la câțiva km de sit, în apropierea satului Racoș. | Muzeul Județean de Istorie, Brașov | Cimec    |
|      | Inel                                | Datare: Sec. I î. Hr. - I p. Hr. Școală: necunoscut, dacic Descoperit: jud. Brașov, com. Augustin, Augustin, Tipia Ormenisului Material: Argint, trunat, spiralat                                                                              | Piesă din 4 spirale din sârmă de argint; secțiunea spirelor este în forma literei "D". | Muzeul Județean de Istorie, Brașov | Cimec    |
|      | Pandantiv                           | Datare: Sec. I î. Hr. - I d. Hr. Școală: necunoscut Descoperit: jud. Brașov, com. Racoș, Racoș, Piatra Detunată Dimensiuni: Dinel: 15 mm Material: bronz, turnare, filiere                                                                     | Piesă turnată, fusiformă, cu nervuri circulare. Este prevăzută cu inel de prindere. | Muzeul Județean de Istorie, Brașov | Cimec    |
|      | Fibulă                              | Datare: Sec. I d. Hr. Școală: necunoscut, dacic Descoperit: jud. Brașov, com. Racoș, Racoș, Piatra Detunată Material: Argint, turnat, finisat                                                                                                  | Argint, resort din 8 x 2 spirale, coardă exterioară, două noduri discoidale. Lipsă arcul și o parte din resort. | Muzeul Județean de Istorie, Brașov | Cimec    |
|      | Fibulă                              | Datare: prima jumătate a sec. I î.Hr. Descoperit: jud. Brașov, com. Augustin, Augustin, Tipia Ormenisului Material: Bronz, turnat, cizelat | Bronz turnat. Placa (scutul) este quasirombică, ușor alungită spre capătul unde avea portagrafa. Prezintă o canelură mediană. Lipsă acul, arcul și portagrafa. | Muzeul Județean de Istorie, Brașov | Cimec    |
|      | Fibulă                              | Datare: sec. X - IX î. Hr. Școală: local Descoperit: jud. Brașov, com. Augustin, Augustin, Tipia Ormenisului Material: Bronz, turnat | Corp foliform și resort spiralat, dintr-un fir. Păstrat doar corpul și începutul resortului. Pe placă este reprezentată o siluetă feminină realizată prin poinsonare. | Muzeul Județean de Istorie, Brașov | Cimec    |
|      | Celt de tip transilvănean           | Datare: Sec. XI a. Chr. Școală: Transilvănean Descoperit: jud. Brașov, com. Prejmer, Prejmer, Țiglărie Material: bronz; turnare în tipar bivalv                                                                                                | Celt cu gura concavă, cu o tortiță. Partea opusă tortiței este puțin mai înaltă. Piesa face parte dintr-un depozit, fiind descoperită împreună cu o sabie și un mâner plin de tip Liptau și două vârfuri de lance. | Muzeul Județean de Istorie, Brașov | Cimec    |
|      | Celt                                | Datare: Secolul al XIII-lea a.Chr. Școală: Transilvănean Descoperit: jud. Brașov, com. Brașov, Stupini Material: bronz; turnare în tipar bivalv                                                                                                | Celt cu o tortiță, ornamentat cu două benzi. | Muzeul Județean de Istorie, Brașov | Cimec    |
|      | Seceră                              | Datare: Secolul al XII-lea a.Chr. Școală: Transilvănean Descoperit: jud. Brașov, com. Brașov, Brașov, Stejerișul Mic Material: bronz; turnare în tipar bivalv                                                                                  | Secera face parte din categoria celor cu buton, la partea superioară este zimțată pe o scurtă porțiune. Partea exterioară este îngroșată. După formă, este asemănătoare cu unele exemplare din depozitele de la Aiud și Șpălnaca II. | Muzeul Județean de Istorie, Brașov | Cimec    |
|      | Celt                                | Datare: Secolul al XII-lea a.Chr. Descoperit: jud. Brașov Material: bronz; turnare în tipar bivalv | Celt cu aripioare, asemănător cu unele dintre celturile din depozitul de la Uioara de Sus. Se remarcă prin faptul că partea activă are formă aproximativ trapezoidală. | Muzeul Județean de Istorie, Brașov | Cimec    |
|      | Seceră                              | Datare: Secolul al X-lea a.Chr. Școală: Transilvănean Descoperit: jud. Sibiu Material: bronz; turnare în tipar bivalv | Seceră cu limbă la mâner, ornamentată în partea superioară cu nervuri crestate. La partea inferioară are o gaură pentru nituire. | Muzeul Județean de Istorie, Brașov | Cimec    |
|      | Pintaderă                           | Datare: Mil.IV a.Chr. Descoperit: jud. Brașov, com. Bod, Bod, Priesterhugel Material: lut; modelare cu mâna, ardere | Pintaderă, confecționată din pastă gălbui-roșcată, având ca motiv ornamental un decor spiralic. | Muzeul Județean de Istorie, Brașov | Cimec    |
|      | Seceră                              | Datare: Secolul al XIII-lea a.Chr. Școală: Transilvănean Descoperit: jud. Cluj, com. Cojocna, Cara Material: bronz; turnare în tipar bivalv | Seceră din categoria celor cu limbă la mâner, face parte dintr-un depozit conținând 7 piese descoperite în anul 1905. | Muzeul Județean de Istorie, Brașov | Cimec    |
|      | Seceră                              | Datare: Secolul al XIII-lea a.Chr. Școală: Transilvănean Descoperit: jud. Brașov, com. Cristian, Cristian Material: bronz; turnare în tipar bivalv                                                                                             | Seceră din categoria celor cu cârlig, dintr-un depozit conținând 21 de seceri, 12 descoperite în anul 1906 și alte 8 în 1911. | Muzeul Județean de Istorie, Brașov | Cimec    |
|      | Seceră                              | Datare: Secolul al XIII-lea a.Chr. Școală: Transilvănean Descoperit: jud. Brașov, com. Cristian, Cristian Material: bronz; turnare în tipar bivalv                                                                                             | Seceră din categoria celor cu cârlig, dintr-un depozit conținând 21 de seceri, 12 descoperite în anul 1906 și alte 8 în 1911. | Muzeul Județean de Istorie, Brașov | Cimec    |
|      | Pintaderă                           | Datare: Mil.IV a.Chr. Descoperit: jud. Brașov, Brașov, Bartolomeu, Cariera de pietriș Material: lut; ardere, modelare manuală | Pintaderă lucrată din pastă gălbui-roșcată, cu multă mică în compoziție. Este ornamentată cu patru cercuri concentrice. | Muzeul Județean de Istorie, Brașov | Cimec    |
|      | Pandantiv                           | Datare: mil. IV a.Chr. Descoperit: jud. Harghita, com. Merești, Merești, Peștera Mare Material: dinte de animal găurit la unul din capete | Pandantiv făcut dintr-un colț de animal, găurit la un capăt. | Muzeul Județean de Istorie, Brașov | Cimec    |
|      | Vas                                 | Datare: Sec.XI-X a.Chr. Descoperit: jud. Brașov, com. Brașov, Brașov, Bartolomeu Material: lut ars, modelare manuală | Vas de dimensiuni mari, făcut din pastă neagră, lustruită, ornamentat. Decor canelat în zona umărului vasului. | Muzeul Județean de Istorie, Brașov | Cimec    |
|      | Kernos (?)                          | Descoperit: jud. Brașov, com. Bod, Bod, Priesterhugel Material: lut ars, modelare manuală | Fragment dintr-un obiect făcut din ceramică de culoare roșcată, de formă rotundă. Gol în interior, acest obiect are la suprafață patru pâlnii mici, dispuse simetric, fiecare dintre aceste pâlnii având câte un orificiu care comunică cu spațiul gol din interiorul obiectului. Din punct de vedere funcțional, obiectul a putut fi utilizat ca opaiț, sau în cadrul unor ceremonii speciale. | Muzeul Județean de Istorie, Brașov | Cimec    |
|      | Ac cu disc                          | Datare: Sec. XIII-XI Descoperit: jud. Brașov, com. Feldioara, Rotbav, Pârâuț Material: bronz; turnare și prelucrare la rece | Ac din bronz cu cap rotund. Pe cap are o gaură rotundă, cu diametrul de 0,2 cm, folosită pentru prindere. Semnificația acestui obiect este una cultuală, după toate probabilitățile. | Muzeul Județean de Istorie, Brașov | Cimec    |
|      | Topor cu manșon                     | Datare: Sec. XVI-XIV Descoperit: jud. Brașov, com. Hălchiu, Hălchiu, Berlebrannen Material: bronz; turnare | Topor din bronz, cu manșon, turnat în tipar bivalv. Pe suprafața lui se observă numeroase imperfecțiuni care se datorează tiparului în care a fost turnată piesa. | Muzeul Județean de Istorie, Brașov | Cimec    |
|      | Pumnal                              | Datare: Sec. VI a. Ch. Descoperit: jud. Brașov, com. Brașov, Brașov, Bartolomeu Material: fier, forjare liberă | Piesa face parte din categoria akinakes-urilor fără antene pronunțate. Prelucrat prin forjare liberă are și nituri care prindeau lama pumnalului de gardă. Piesa a fost restaurată. | Muzeul Județean de Istorie, Brașov | Cimec    |
|      | Idol antropomorf                    | Descoperit: jud. Brașov, com. Bod, Bod, Priesterhugel Material: os; tăiat, șlefuit | Idol antropomorf stilizat, făcut dintr-un os de animal tăiat și mai apoi șlefuit. | Muzeul Județean de Istorie, Brașov | Cimec    |
|      | Sulă                                | Datare: Mil. IV a.Ch. Descoperit: jud. Brașov, com. Bod, Bod, Priesterhugel Material: cupru și os; turnare și prelucrare la rece, mânerul lucrat prin găurire și șlefuire                                                                      | Împungător din cupru, prelucrat prin turnare și prelucrare la rece, iar mânerul este făcut dintr-un os de animal, scobit și șlefuit. | Muzeul Județean de Istorie, Brașov | Cimec    |
|      | Idol avimorf                        | Datare: Sec. XII-X a.Chr. Descoperit: jud. Brașov, com. Brașov, Brașov, Valea Răcădăului Material: lut ars; modelare cu mâna | Obiect făcut din ceramică neagră-cenușie, în interiorul căruia se află o pietricică. În contact cu pereții acestui obiect scoate un sunet metalic. Judecând după forma obiectului ( care a fost descoperit întreg), se poate afirma că reprezintă o lebădă și poate fi considerat un idol-jucărie. | Muzeul Județean de Istorie, Brașov | Cimec    |
|      | Topor cu brațele în cruce           | Datare: Mil. III a.Chr. Descoperit: jud. Sibiu, com. Ocna Sibiului, Ocna Sibiului Material: cupru; turnare | Topor cu brațele în cruce, realizat prin turnare, după metoda „a cire perdue”. | Muzeul Județean de Istorie, Brașov | Cimec    |
|      | Ac cu protuberanțe                  | Datare: Sec. XIII-XII a.Chr. Descoperit: jud. Brașov, com. Feldioara, Feldioara Material: bronz; turnare | Ac din bronz cu patru protuberanțe și cap semisferic, în centrul căruia se află o gaură cu diametrul de 2,5 mm care perforează oblic această porțiune a obiectului. Este frumos ornamentat prin linii incizate. Astfel, capul acului este împărțit în patru registre sugerând patru brăduți. Sub capul acului avem un al doilea motiv ornamental delimitat de cap și, respectiv, de restul acului, trei grupuri de motive circulare, între care se află motive ornamentale romboidale hașurate, precum și protuberanțe. Pe fiecare protuberanță se află un motiv ornamental în formă de cruce. Atribuim acestui obiect un rol mai mult cultural decât practic. | Muzeul Județean de Istorie, Brașov | Cimec    |
|      | Pumnal                              | Datare: Mil. IV a.Chr. Descoperit: jud. Harghita, com. Merești, Merești, Peștera Almaș Material: cupru; turnare; prelucrare la rece | Pumnal din cupru, cu peduncul, obținut prin turnare și, apoi, prelucrare la rece. Nu are motive decorative. Pumnalul descoperit în această localitate a dat naștere unei serii tipologice care îi poartă numele. | Muzeul Județean de Istorie, Brașov | Cimec    |
|      | Brățară                             | Datare: Mil. IV a.Chr. Descoperit: jud. Covasna, com. Vâlcele, Ariușd Material: cupru; turnare; prelucrare la rece | Brățară din cupru, întreagă, compusă din 16 spire, aproximativ rotunde în secțiune. Obiectul se termină la fiecare capăt cu câte o parte ascuțită. Are formă ușor tronconică, dovada constituind-o cele două diametre, diferite (la un capăt are 7 cm, iar la celălalt 6,1 cm). Este acoperită, pe cea mai mare parte a ei, cu patină nobilă. | Muzeul Județean de Istorie, Brașov | Cimec    |
|      | Brățară                             | Datare: Mil. IV a.Chr. Descoperit: jud. Covasna, com. Vâlcele, Ariușd Material: cupru; turnare; batere la rece | Brățară din cupru cu șase spire, ruptă la un capăt. | Muzeul Județean de Istorie, Brașov | Cimec    |
|      | Topor-ciocan                        | Datare: Mil. IV a.Chr. Descoperit: jud. Sibiu, com. Ocna Sibiului, Ocna Sibiului Material: cupru; turnare | Topor din cupru realizat prin turnare în tipar bivalv. Are patină nobilă și prezintă urme de utilizare. Conform clasificării acad. Alexandru Vulpe, face parte din categoria topoarelor-ciocan de tip Cornești. Pe teritoriul României s-au descoperit trei astfel de exemplare, ele aflându-se la ora actuală la muzeele din Debrecen, Pitești și Brașov. | Muzeul Județean de Istorie, Brașov | Cimec    |
|      | Topor cu brațele în cruce           | Datare: Mil. III a.Chr. Descoperit: jud. Brașov, com. Crizbav, Crizbav, Cetățuia Material: cupru; turnare | Topor din cupru, patinat, cu gura de înmănușare transversală. A fost realizat prin turnare, probabil în tipar bivalv. La gaura de înmănușare are un manșon lat de 1 cm. | Muzeul Județean de Istorie, Brașov | Cimec    |
|      | Topor de luptă                      | Datare: Sec. XVI-XIV a.Chr. Descoperit: jud. Brașov, com. Hărman, Necunoscut Material: bronz, cu procentaj mare de staniu în compoziție; turnat în tipar bivalv                                                                                | Face parte din categoria celor cu tub pentru mâner și ceafă în formă de evantai. Este ornamentat pe margini și pe tub cu un grup de linii incizate. Turnarea s-a făcut în tipar bivalv. Bronzul are în compoziție un conținut bogat de staniu. | Muzeul Județean de Istorie, Brașov | Cimec    |
|      | Topor de luptă                      | Datare: Sec. XVI-XIV a.Chr. Descoperit: jud. Brașov, com. Hărman, Necunoscut Material: bronz; turnat în tipar bivalv | Acest tip de topor are ceafa prelungită în dreptul găurii pentru mâner și a fost turnat în tipar bivalv. După opinia lui Alexandru Vulpe, face parte din categoria topoarelor de tip Balșa. | Muzeul Județean de Istorie, Brașov | Cimec    |
|      | Fibulă "arcuș de vioară"            | Datare: Sec. XI-X a.Chr. Școală: Augustin - Tipia Ormenișului Descoperit: jud. Brașov, com. Ormeniș, Tipia Ormenișului Material: bronz turnat și prelucrat, ulterior, la rece                                                                  | Fibula este în forma unui arcuș de vioară, dar de un tip deosebit. Partea opusă arcului formează o spirală triplă, iar trecerea la arcul propriu-zis se face tot printr-o triplă spirală, după care piesa continuă cu bara centrală, ornamentată. La celălalt capăt al barei găsim alte trei spirale, după care firul din care a fost confecționată fibula trece la picior, unde se termină tot printr-o spirală triplă. Bara centrală este ușor curbată și mai groasă la mijloc (4 mm față de 2,5 mm). Are trei zone de incizii circulare, separate de două ornamente circulare în formă de brăduț. Patina, cu luciu metalic, are culoarea verde deschis.     | Muzeul Județean de Istorie, Brașov | Cimec    |

## Fond
| Foto | Informații generale | Detalii tehnice | Descriere | Deținător                          | Legături |
| ---- | ------------------- | --- | --- | ---------------------------------- | -------- |
|      | Idol antropomorf    | Datare: Sec. II -I a.Hr. Școală: local Descoperit: jud. Brașov, com. Augustin, Augustin, Tipia Ormenișului Material: lut ars; modelare manuală                                                                        | Pastă semifină, culoare maronie, arsă secundar. Formă rombică, albiată pe laturi. La unul din colțuri prezintă o perforație pentru atârnare. Prezintă incizii ce par a reprezenta o figură umană stilizată (ochii). Ușor asimetrică. | Muzeul Județean de Istorie, Brașov | Cimec    |
|      | Vas-borcan          | Datare: Sec. I î. Hr. - I p. Hr. Școală: local Descoperit: jud. Brașov, com. Racoș, Racoșul de Jos, Piatra Detunată Material: lut ars; modelare cu mâna.                                                              | Pastă grosieră, culoare roșcată, profil arcuit, zvelt, gura evazată, buza rotunjită. Decor: 1. brâu în relief, secționat, amplasat deasupra diametrului maxim. 2. amplasate simetric, deasupra decorului în relief până sub gura vasului, există trei reprezentări umane stilizate, după cum urmează: brăduți realizați prin incizare, cu crengile înclinate în jos. În partea superioară a fiecăruia (simbolizând capul) au fost identificate aplicații în relief, circulare, cu câte o alveolă. Ars secundar puternic. Piesă întreagă. | Muzeul Județean de Istorie, Brașov | Cimec    |
|      | Ceașcă              | Datare: sec. I a.Hr.-I p.Hr Școală: local Descoperit: jud. Brașov, com. Augustin, Augustin, Tipia Ormenisului Material: Lut ars, modelat manual.                                                                      | Pastă grosieră, culoarea neagră-maronie este rezultatul arderii secundare, inițial având o nuanță maroniu-gălbuie. Profil tronconic, foarte ușor arcuit, buza asimetrică, uneori taiată orizontal, alteori rotunjită, fund profilat. Prezintă o toartă, cu secțiune circulară, ce pornește la cca. 20 mm. Sub buză și merge până în apropierea bazei. | Muzeul Județean de Istorie, Brașov | Cimec    |
|      | Borcan              | Datare: Sec. I î. Hr. - I p. Hr. Școală: local Descoperit: jud. Brașov, com. Augustin, Augustin, Tipia Ormenisului Material: Lut ars, modelat manual, cu decor în relief.                                             | Pastă grosieră, culoare gălbui-roșcată; profil svelt, evazat, diametrul maxim fiind cel al gurii; gura evazată, buza rotunjită. Decorul constă în 3 butoni, amplasați la 2 / 3 de la bază, ascuțiți, ușor orientați în sus. Ars secundar. Piesă întreagă. | Muzeul Județean de Istorie, Brașov | Cimec    |
|      | Borcan              | Datare: Sec. I î. Hr. - I p. Hr. Școală: local Descoperit: jud. Brașov, com. Augustin, Augustin, Tipia Ormenisului Material: Lut ars, modelat manual, cu decor în relief.                                             | Pastă grosieră, culoare gălbui-maronie; profil svelt, troncinic, diametrul maxim fiind cel al gurii; gura evazată, buza rotunjită. Decorul constă în 4 butoni, amplasați la 2 / 3 de la bază, ascuțiți, ușor orientați în sus. Ars secundar. Piesă întreagă. | Muzeul Județean de Istorie, Brașov | Cimec    |
|      | Borcan              | Datare: Sec. I î. Hr. - I p. Hr. Școală: local Descoperit: jud. Brașov, com. Augustin, Augustin, Tipia Ormenisului Material: Lut ars, modelat manual, cu decor în relief.                                             | Pastă grosieră, culoare gălbui-roșcată; profil evazat, diametrul maxim fiind cel al gurii; gura arcuită, buza tăiată drept uneori, alteori rotunjită. Decorul constă în 3 butoni, amplasați la 2 / 3 de la bază, alungiți orizontal. Ars secundar. Piesă întreagă. | Muzeul Județean de Istorie, Brașov | Cimec    |
|      | Borcan              | Datare: Sec. I î. Hr. - I p. Hr. Școală: local Descoperit: jud. Brașov, com. Augustin, Augustin, Tipia Ormenisului Material: Lut ars, modelat manual, cu decor în relief.                                             | Pastă grosieră; culoare maronie; formă aproape dreaptă, ușor rotunjit. Decor: 4 butoni alveolați, amplasați simetric deasupra diametrului maxim al vasului. Piesă întreagă. | Muzeul Județean de Istorie, Brașov | Cimec    |
|      | Borcan              | Datare: Sec. I î. Hr. - I p. Hr. Școală: local Descoperit: jud. Brașov, com. Augustin, Augustin, Tipia Ormenisului Material: Lut ars, modelat manual, cu decor în relief.                                             | Pastă grosieră; culoare maroniu-roșcată; profil aproape drept, foarte ușor evazată gura; buza rotunjită. Decor: 4 butoni tronconici, cu vârful orientat în sus, amplasați simetric deasupra diametrului maxim al vasului. | Muzeul Județean de Istorie, Brașov | Cimec    |
|      | Borcan              | Datare: Sec. I î. Hr. - I p. Hr. Școală: local Descoperit: jud. Brașov, com. Augustin, Augustin, Tipia Ormenisului Material: Lut ars, modelare manuală și decorare în relief.                                         | Pastă grosieră, culoare roșcată ca urmare a arderii secundare. Profil tronconic, aproape drept, gura ușor evazată, buza rotunjită. Decorul constă în 4 butoni cilindrici amplasați simetric în jumătatea superioară a piesei și în 2 reliefuri aplicate, primul între butonul 1 și 2 iar cealaltă între al 3-la și al-4-lea. Fiecare relief se aseamănă cu litera "omega " sau cu cifra 3 răsturnată cu brațele în jos. | Muzeul Județean de Istorie, Brașov | Cimec    |
|      | Borcan              | Datare: Sec. I a. Hr. - I p. Hr. Școală: local Descoperit: jud. Brașov, com. Augustin, Augustin, Tipia Ormenisului Material: Lut ars, modelare manuală, decorare în relief.                                           | Pastă grosieră, culoare roșcată din cauza arderii secundare. Formă aproape dreaptă, gură evazată. Decorat cu 2 profilaturi verticale, amplasate simetric, de forma unor colonete alveolate care dacă sunt privite din lateral seamănă unor profile umane opuse. | Muzeul Județean de Istorie, Brașov | Cimec    |
|      | Borcan              | Datare: Sec. I a. Hr. - I p. Hr. Școală: local Descoperit: jud. Brașov, com. Augustin, Augustin, Tipia Ormenisului Material: lut ars; modelare cu mâna și decor incizat                                               | Pastă grosieră, culoare brun-roșcată, ardere secundară. Profil arcuit, gură aproape deraptă. Decor: patru butoni cilindrici amplasați simetric deasupra diametrulul maxim, fiecare având o cruce realizată prin incizare între aceștia. Între butoni, de la nivelul acestora până la bază există patru desene incizate ce par a simboliza o frunză stilizată. Între aceste desene se află linii puțin înclinate. O altă incizie orizontală, ușor vălurită, este amplasată sub buza vasului, la exterior.                                 | Muzeul Județean de Istorie, Brașov | Cimec    |
|      | Borcan              | Datare: Sec. I î. Hr. - I p. Hr. Școală: local Descoperit: jud. Brașov, com. Augustin, Augustin, Tipia Ormenisului Material: Lut ars, modelat manual, cu decor în relief.                                             | Pastă grosieră, culoare roșcată. Profil tronconic, ce seamănă cu al unui pahar (bază mică, evazat spre gură). Decorat cu doi butoni-apucătoare, arcuite, amplasate în jumătatea inferioară a vasului. Piesă întreagă. | Muzeul Județean de Istorie, Brașov | Cimec    |
|      | Borcan              | Datare: Sec. I î. Hr. - I p. Hr. Școală: local Descoperit: jud. Brașov, com. Augustin, Augustin, Tipia Ormenisului Material: Lut ars, modelat manual și decor realizat prin incizare.                                 | Pastă fină, culoare ocru-galben, ardere secundară. Profil bitronconic, fund cu omphalos, gură puternic evazată, gură rotunjită. Nu are decor la exterior însă pe interiorul buzei există un grup de linii incizate, grupate sub forma unor litere "v" fără o ordine foarte clară, uneori atingându-se între ele alteori nu. Nu există analogii pentru forma descrisă nici în ceramica dacică nici în aceea din prima epocă a fierului.                                                                                                   | Muzeul Județean de Istorie, Brașov | Cimec    |
|      | Borcan              | Datare: Sec. I î. Hr. - I p. Hr. Școală: local Descoperit: jud. Brașov, com. Augustin, Augustin, Tipia Ormenisului Material: Lut ars, modelat manual, cu decor în relief și incizat.                                  | Pastă grosieră, culoare brun-cenușie, ardere secundară. Forma seamănă cu a unei situla sau a unui butoiaș, gura foarte puțin arcuită. Decorul este amplasat în jumătatea superioară a vasului și constă din 9 incizii arcuite. | Muzeul Județean de Istorie, Brașov | Cimec    |
|      | Borcan              | Datare: Sec. I î. Hr. - I p. Hr. Școală: local Descoperit: jud. Brașov, com. Augustin, Augustin, Tipia Ormenisului Material: Lut ars, modelat manual, cu decor în relief.                                             | Pastă grosieră, culoare roșcată. Profil rotunjit foarte puțin (aproape drept), gura foarte puțin arcuită, buza dreaptă. Decorul este amplasat în totalitate în jumătatea superioară a vasului. Este realizat după cum urmează: 4 butoni alungiți pe orizontală, având, alternativ, 2 și 3 alveole; în spațiile dintre butoni există 4 reliefuri arcuite, fiecare având un număr deferit de alveole (4, 5, 6, 7). | Muzeul Județean de Istorie, Brașov | Cimec    |
|      | Vas miniatural      | Datare: Sec. XI - X a. Hr. Școală: local Descoperit: jud. Brașov, com. Racoș, Racoș, Piatra Detunată Material: lut ars; modelare manuală                                                                              | Pastă semifină; lucrat manual, ardere de slabă calitate. Culoare cenușiu-gălbuie ca urmare a arderii secundare. Formă tronconică, ușor rotunjită; buza ascuțită; diform. | Muzeul Județean de Istorie, Brașov | Cimec    |
|      | Ceașcă dacică       | Datare: Sec. II a. Hr. Școală: local Descoperit: jud. Brașov, com. Augustin, Augustin, Tipia Ormenisului Material: Lut ars, modelat manual.                                                                           | Pastă grosieră, culoare maroniu-roșcată; profil arcuit, buza rotunjită, o tortiță ce pornește de la gură până la fundul vasului. | Muzeul Județean de Istorie, Brașov | Cimec    |
|      | Borcan              | Datare: Sec. II î. Hr. Școală: local Descoperit: jud. Brașov, com. Augustin, Augustin, Tipia Ormenisului Material: Lut ars, modelat manual,pastă cu pietricele, cioburi mărunțite și nisip, cu decor în relief.       | Pastă grosieră; culoare gălbui-cărămizie; profil bitronconic, gura evazată, buza rotunjită. Decorul constă în trei butoni amplasați simetric deasupra diametrului maxim al vasului și din trei alveole intercalate. | Muzeul Județean de Istorie, Brașov | Cimec    |
|      | Borcan              | Datare: sec. I a.Hr.-I p.Hr Școală: local Descoperit: jud. Brașov, com. Augustin, Augustin, Tipia Ormenisului Material: Lut ars; modelare manuală                                                                     | Pastă semifină, culoare cenușiu-negricioasă. Profil tronconic, gura răsfrântă, buza ascuțită. Decor: 4 butoni mici, amplasați simetric în zona diametrului maxim. Între doi dintre aceștia este aplicată o nervură alungită, aproape verticală, de cca. 5 / 15 mm. Aceasta împreună cu cei doi butonași formează un decor unitar ce închipuie o figură umană stilizată. | Muzeul Județean de Istorie, Brașov | Cimec    |
|      | Borcan              | Datare: Sec. I a. Hr. -I p. Hr. Școală: local Descoperit: jud. Brașov, com. Augustin, Augustin, Tipia Ormenisului Material: Lut ars, modelat manual, cu decor în relief.                                              | Pastă grosieră, culoare cărămizie. Profil aproape drept, ușor rotunjit, gura evazată, buza rotunjută, fundul profilat. Decor: 4 butoni amplasați simetric în zona diametrului maxim al vasului. Între 2 sintre aceștia există o aplicație semisferică, amplasată orizontal, cu partea concavă în sus. | Muzeul Județean de Istorie, Brașov | Cimec    |
|      | Închizătoare        | Datare: Sec. I î. Hr. - I p. HR. Școală: Necunoscut Descoperit: jud. Brașov, com. Augustin, Augustin Dimensiuni: D cui 4 = mm; Lungime cui = 40 mm Material: fier forjat, călit și imersat în vopsea protectoare.     | Se păstreză două părți ale instalației: 1. Cui de fixare (în lemn) de formă circulară în secțiune, aplatizat în partea activă și cu vârful ușor îndoit. Floarea este de formă conică și fațetată, consecința unei prelucrări mecanice fine. Partea mobilă este realizată dintr-o bară din fier circulară în secțiune. Vârful este îndoit în jos. Partea care se fixează în cui este aplatizată prin martelare și finisată cicular. În mijloc are o perforare cu rol de fixare. Înveliș protector de vopsea roșie.                        | Muzeul Județean de Istorie, Brașov | Cimec    |
|      | Scoabă              | Datare: Sec. I d. Hr. Școală: Necunoscut Descoperit: jud. Brașov, com. Augustin, Augustin, Tipia Ormenisului Material: fier, forjare                                                                                  | Bară din fier forjat, dreptunghiulară în secțiune, aplatizată. Este ascuțită la cele 2 capete și a fost îndoită îndoită din antichitate. Trecută prin foc. | Muzeul Județean de Istorie, Brașov | Cimec    |
|      | Fibulă              | Datare: Sec. I d. Hr. Școală: Necunoscut Descoperit: jud. Brașov, com. Racoș, Racoș, Piatra Detunată Material: fier, forjare                                                                                          | Sârmă treflată; arcul are șase spire; de tipul cu coarda peste arc; portagrafa dreptunghiulară; corpul plat. | Muzeul Județean de Istorie, Brașov | Cimec    |
|      | Capac               | Datare: Sec.II -I î. Hr. Școală: Necunoscut Descoperit: jud. Brașov, com. Augustin, Augustin, Tipia Ormenisului Material: lut ars; modelare la roată                                                                  | Pastă fină, cu nisip și mică; guler de fixare și buton pentru apucat. Inițial cenușiu, a devenit negru în urma arderii secundare inoxidante. Prezintă luciu metalic. | Muzeul Județean de Istorie, Brașov | Cimec    |
|      | Fructieră           | Datare: Sec. II-I î. Hr. Școală: Necunoscut Descoperit: jud. Brașov, com. Augustin, Augustin, Tipia Ormenisului Dimensiuni: H picior = 300 mm; l buză = 55 mm; G buză = 13 mm Material: lut ars; modelare la roată    | Pastă fină, culoare cenușie original, roșcată ca urmare a arderii secundare. Buza dreaptă, lată și cu marginea ușor curbată în jos. Piciorul este cilindric, gol pe interior, și cu baza evazată. Prezintă urme de lustruire. | Muzeul Județean de Istorie, Brașov | Cimec    |
|      | Fibulă              | Datare: Sec. I î. Hr -I d. Hr. Școală: Necunoscut Descoperit: jud. Brașov, com. Racoș, Racoș, Piatra Detunată Material: fier, forjare                                                                                 | Este de tip romboidal; are 12 spire, corp lat, bandă cu o nervură mediană. Portagrafa este trapezoidală. Piesa a fost descoperită întreagă. | Muzeul Județean de Istorie, Brașov | Cimec    |
|      | Brăzdar             | Datare: Sec. II-i î. Hr. Școală: Necunoscut Descoperit: jud. Brașov, com. Râșnov, Râșnov, Dealul Cetății Material: fier, forjare, călire                                                                              | Fier forjat. Brăzdar de tip lingură; tijă cu spin pentru fixarea în grindă. | Muzeul Județean de Istorie, Brașov | Cimec    |
|      | Plug - cuțit        | Școală: Necunoscut Descoperit: jud. Brașov, com. Racoș, Racoș, Piatra Detunată Dimensiuni: l bară = 40 mm; l lamă = 42 mm Material: fier, forjare, călire                                                             | Bară dreptunghiulară în secțiune. Tăișul este ușor curbat. Prezintă urme de la baterea pentru reglarea adâncimii. | Muzeul Județean de Istorie, Brașov | Cimec    |
|      | Sceptru             | Datare: Bronz târziu Școală: Necunoscut Descoperit: jud. Brașov, com. Augustin, Augustin, Tipia Ormenisului Dimensiuni: G picior = 30 mm Material: lut ars; modelare manuală, incizii și impresiuni                   | Lut ars, modelat manual. Pastă semifină, culoarea roșcată. Reprezintă o protomă și un spate de animal, probabil urs. Se fixa vertical într-o tijă - baston. | Muzeul Județean de Istorie, Brașov | Cimec    |
|      | Cârlig-cuier        | Datare: Sec. I î. Hr. - I p. Hr. Școală: Necunoscut Descoperit: jud. Brașov, com. Augustin, Augustin, Tipia Ormenișului Dimensiuni: D buclă mare= 40 mm; D buclă mică = 26 mm; g buclă = 9 mm Material: fier, forjare | Bară din fier forjat, dreptunghiulară în secțiune, spre vârf aplatizată. Piesa a fost realizată prin îndoirea acesteia sub forma literei "S". Una dintre bucle are capătul răsucit (poate pentru a se lega de altă piesă neidentificată) iar cealaltă a fost îndreptată și ascuțită spre vârf, probabil pentru fixare. | Muzeul Județean de Istorie, Brașov | Cimec    |
|      | Cârlig-cuier        | Datare: Sec. I î. Hr. -I p. Hr. Școală: Necunoscut Descoperit: jud. Brașov, com. Augustin, Augustin, Tipia Ormenisului Dimensiuni: D buclă mare = 39 mm; D buclă mică = 21 mm Material: fier, forjare                 | Bară din fier forjat, dreptunghiulară în secțiune și aplatizată spre un capăt și rotunjită la celălalt (vârful rupt). Piesa a fost realizată prin îndoirea acesteia sub forma literei "S". Una ditre bucle este fațetată, iar cealaltă a fost îndreptată și ascuțită spre vârf, probabil pentru fixare în lemn. | Muzeul Județean de Istorie, Brașov | Cimec    |
|      | Cârlig-cuier        | Datare: Sec. I î. Hr. -I p. Hr. Descoperit: jud. Brașov, com. Augustin, Augustin, Tipia Ormenișului Dimensiuni: D buclă = 57 mm ;L tijă = 35 mm Material: fier, forjare                                               | Bară din fier forjat, circulară în secțiune în zona buclei și trapezoidală în partea fixată în lemn. Prezintă numai o buclă, mare, celălalt capăt fiind drept și ascuțit, în vederea fixării în lemn. Ambele capete sunt ascuțite. | Muzeul Județean de Istorie, Brașov | Cimec    |
|      | Capac               | Datare: Sec. II-i î. Hr. Descoperit: jud. Brașov, com. Augustin, Augustin, Tipia Ormenisului Dimensiuni: grosime perete la bază = 7 mm Material: lut ars, modelat manual.                                             | Pastă fină, culoare roșcată, ars secundar la momentul incendierii locuinței. Profil conic, ușor arcuit, baza de susținere foarte îngustă. Butonul este de fapt o reprezentare a unui cap de pasăre, foarte probabil cocoș. Piesa a fost găsită întreagă, prezentând doar câteva ciobituri în zona apucătorii și la bază. | Muzeul Județean de Istorie, Brașov | Cimec    |
|      | Brățară             | Datare: Hallstatt A2 - B1 Școală: necunoscut, local Descoperit: jud. Brașov, com. Augustin, Augustin, Tipia Ormenisului Material: Bronz, turnat, incizat                                                              | Brățară obținută prin turnarea în tipar. S-a păstrat circa 1/3 din piesă. Decorul a fost realizat prin incizare și excizare și este amplasat pa fața piesei, transversal. | Muzeul Județean de Istorie, Brașov | Cimec    |
|      | Ac de cataramă      | Datare: Sec. I î. Hr. - I d. Hr. Școală: necunoscut, local Descoperit: jud. Brașov, com. Augustin, Augustin, Tipia Ormenisului Dimensiuni: D ac: 2-3 mm Material: Bronz, turnat                                       | Ac de cataramă turnat, cu cinci protuberanțe discoidale amplasate spre un capăt. La o extremitate are forma unui ac cu vârful, însă, bont. Imitație după piesă romană. | Muzeul Județean de Istorie, Brașov | Cimec    |
|      | Ac de cusut         | Datare: Sec. I î. Hr. - I p. Hr. Școală: necunoscut Descoperit: jud. Brașov, com. Augustin, Augustin, Tipia Ormenisului Dimensiuni: D ac: 4 mm Material: bronz, turnare, filare                                       | Ac de cusut din bronz, turnat, trefilat. Urechea este realizată prin batere la cald. Formă specifică. | Muzeul Județean de Istorie, Brașov | Cimec    |
|      | Nicovală            | Datare: Secolul al III- lea Descoperit: jud. Brașov, com. Ucea, Castru roman " Pe Cetățea" Material: Nicovală din fier lucrată prin forjare                                                                           | Nicovală din fier, de formă paralelipipedică, cu fețele ușor concave din cauza folosirii îndelungate. Pe una dintre fețe este poansonat o posibilă marcă de meșter. | Muzeul Județean de Istorie, Brașov | Cimec    |
|      | Pahar               | Datare: Secolul al XV-lea Descoperit: jud. Brașov, Râșnov Material: Ceramică lucrată la roată | Pahar qvadrilobat, de formă tronconică, lucrat din pastă fină de culoare cărămizie, obținută prin ardere oxidantă. Prezintă urme de ardere secundară. Pereții, subțiri, au o formă ușor arcuită, iar buza are o nervură circulară, răsfrântă în exterior. Fundul este plat, fără inel de susținere. Prezintă elemente formale de factură gotică. | Muzeul Județean de Istorie, Brașov | Cimec    |
|      | Zar                 | Datare: Secolul al III - lea Descoperit: jud. Brașov, com. Ucea, Feldioara, Castru roman, "Pe Cetățea" Material: Zar din os lucrat prin debitare,șlefuire, incizare                                                   | Zar lucrat din os, de formă paralelipipedică, cu șase fețe. Pe fiecare față sunt incizate puncte (de la unu la șase), încadrate de câte două cercuri concentrice. | Muzeul Județean de Istorie, Brașov | Cimec    |
|      | Cană                | Datare: Secolul al XV- lea Școală: Transilvănean Descoperit: jud. Brașov, Râșnov Material: Ceramică lucată la roată                                                                                                   | Vas ceramic polilobat (șase lobi), de formă tronconică, lucrat din pastă fină de culoare cărămizie, obținută prin ardere oxidantă. Are pereții subțiri, ușor arcuiți, buza cu nervură răsfrântă în exterior. În lateral are o toartă în bandă dreaptă. Fundul, circular, este plat, fără inel de susținere. Prezintă elemente formale de factură gotică. | Muzeul Județean de Istorie, Brașov | Cimec    |
|      | Celt                | Datare: Secolul al XIII-lea a.Chr. Școală: Transilvănean Descoperit: jud. Cluj, com. Cojocna, Cara Material: bronz; turnare în tipar bivalv                                                                           | Celt, din depozitul de la Cara. Are gura concavă, ușor deteriorată. | Muzeul Județean de Istorie, Brașov | Cimec    |
|      | Celt                | Datare: Secolul al XIII-lea a.Chr. Școală: Transilvănean Descoperit: jud. Cluj, com. Cojocna, Cara Material: bronz; turnare în tipar bivalv                                                                           | Celt fără tortiță, din tezaurul de la Cara, are o formă specifică celtului transilvănean. | Muzeul Județean de Istorie, Brașov | Cimec    |
|      | Seceră              | Datare: Secolul al XIII-lea a.Chr. Școală: Transilvănean Descoperit: jud. Cluj, com. Cojocna, Cara Material: bronz; turnare în tipar monovalv                                                                         | Seceră cu limbă la mâner, din tezaurul de la Cara. | Muzeul Județean de Istorie, Brașov | Cimec    |
|      | Seceră              | Datare: Secolul al XIII-lea a.Chr. Școală: Transilvănean Descoperit: jud. Cluj, com. Cojocna, Cara Material: bronz; turnare în tipar monovalv                                                                         | Seceră cu limbă la mâner, din tezaurul de la Cara. | Muzeul Județean de Istorie, Brașov | Cimec    |
|      | Seceră              | Datare: Secolul al VIII-lea a.Chr. Școală: Transilvănean Descoperit: jud. Brașov, com. Feldioara, Feldioara Material: bronz; turnare în tipar bivalv                                                                  | Seceră cu cârlig, partea opusă a tăișului este îngroșată, dar dreaptă. | Muzeul Județean de Istorie, Brașov | Cimec    |
|      | Seceră              | Datare: Secolul al VIII-lea a.Chr. Școală: Transilvănean Descoperit: jud. Brașov, com. Feldioara, Feldioara Material: bronz; turnare în tipar bivalv                                                                  | Seceră cu cârlig, partea opusă a tăișului este îngroșată, dar dreaptă. | Muzeul Județean de Istorie, Brașov | Cimec    |
|      | Seceră              | Datare: Secolul al VIII-lea a.Chr. Școală: Transilvănean Descoperit: jud. Brașov, com. Feldioara, Feldioara Material: bronz; turnare în tipar bivalv                                                                  | Seceră cu cârlig, partea opusă a tăișului este îngroșată, dar dreaptă. | Muzeul Județean de Istorie, Brașov | Cimec    |
|      | Mărgea tubulară     | Datare: mil. IV a.Chr. Descoperit: jud. Harghita, com. Merești, MEREȘTI, Peștera Mare Material: calcedonie; perforare                                                                                                 | Mărgea tubulară din calcedonie, făcută prin perforare. | Muzeul Județean de Istorie, Brașov | Cimec    |
|      | Mărgea              | Datare: mil. IV a.Chr. Descoperit: jud. Harghita, com. Merești, MEREȘTI, Peștera Mare Material: os; perforare; șlefuire                                                                                               | Mărgea din os, de formă tubulară, șlefuită. | Muzeul Județean de Istorie, Brașov | Cimec    |
|      | Mărgea tubulară     | Datare: mil. IV a.Chr. Descoperit: jud. Harghita, com. Merești, MEREȘTI, Peștera Mare Material: calcedonie; perforare                                                                                                 | Obiect din calcedonie, de culoare albă, făcut prin perforare. | Muzeul Județean de Istorie, Brașov | Cimec    |
|      | Mărgea              | Datare: mil. IV a.Chr. Descoperit: jud. Harghita, com. Merești, MEREȘTI, Peștera Mare Material: os; perforare; șlefuire                                                                                               | Mărgea făcută dintr-un os de animal, de mici dimensiuni. | Muzeul Județean de Istorie, Brașov | Cimec    |
|      | Mărgea              | Datare: mil. IV a.Chr. Descoperit: jud. Harghita, com. Merești, MEREȘTI, Peștera Mare Material: os; perforare; șlefuire                                                                                               | Mărgea făcută dintr-un os de animal de mici dimensiuni. A fost făcută prin perforare și șlefuire. | Muzeul Județean de Istorie, Brașov | Cimec    |
|      | Mărgea tubulară     | Datare: mil. IV a.Chr. Descoperit: jud. Harghita, com. Merești, MEREȘTI, Peștera Mare Material: calcedonie; perforare                                                                                                 | Mărgea tubulară din calcedonie, făcută prin perforare. | Muzeul Județean de Istorie, Brașov | Cimec    |
|      | Mărgea tubulară     | Datare: mil. IV a.Chr. Descoperit: jud. Harghita, com. Merești, MEREȘTI, Peștera Mare Material: calcedonie; perforare                                                                                                 | Mărgea tubulară din calcedonie, făcută prin perforare. | Muzeul Județean de Istorie, Brașov | Cimec    |
|      | Mărgea cilindrică   | Datare: mil. IV a.Chr. Descoperit: jud. Harghita, com. Merești, MEREȘTI, Peștera Mare Material: os; perforare; șlefuire                                                                                               | Mărgea tubulară, făcută din os de animal, prin găurire și șlefuire. | Muzeul Județean de Istorie, Brașov | Cimec    |
|      | Mărgea cilindrică   | Datare: mil. IV a.Chr. Descoperit: jud. Harghita, com. Merești, MEREȘTI, Peștera Mare Material: calcedonie; perforare                                                                                                 | Mărgea cilindrică din calcedonie, de culoare albă. | Muzeul Județean de Istorie, Brașov | Cimec    |
|      | Mărgea cilindrică   | Datare: mil. IV a.Chr. Descoperit: jud. Harghita, com. Merești, MEREȘTI, Peștera Mare Material: calcedonie; perforare                                                                                                 | Mărgea cilindrică din calcedonie, de culoare albă. | Muzeul Județean de Istorie, Brașov | Cimec    |